# 2014-es öttusa-világbajnokság
A 2014-es öttusa-világbajnokságot, amely az 54. volt, a lengyelországi Varsóban rendezték 2014. szeptember 1. és szeptember 7. között. Az öt versenyszám a hagyományos vívás, úszás, lovaglás és a lövészettel kombinált futás voltak.

## Érmesek

### Férfi
| Versenyszám | Arany                                                     | Arany | Ezüst                                                                 | Ezüst | Bronz                                       | Bronz |
| ----------- | --------------------------------------------------------- | ----- | --------------------------------------------------------------------- | ----- | ------------------------------------------- | ----- |
| Egyéni      | Aleksander Lesun · Oroszország                            | 1534  | Amro El Geziry · Egyiptom                                             | 1520  | Jan Kuf · Csehország                        | 1513  |
| Csapat      | Magyarország · Kasza Róbert · Demeter Bence · Marosi Ádám | 4462  | Franciaország · Valentin Belaud · Valentin Prades · Christopher Patte | 4372  | Kína · Guo Jianli · Han Jiahao · Su Haihang | 4346  |
| Váltó       | Franciaország · Valentin Belaud · Valentin Prades         | 1578  | Fehéroroszország · Stanislau Zhurauliou · Raman Pinchuk               | 1576  | Dél-Korea · Lee Woojin · Hwang Woojin       | 1571  |

### Női
| Versenyszám | Arany                                      | Arany | Ezüst                                                            | Ezüst | Bronz                                                                            | Bronz |
| ----------- | ------------------------------------------ | ----- | ---------------------------------------------------------------- | ----- | -------------------------------------------------------------------------------- | ----- |
| Egyéni      | Samantha Murray · Nagy-Britannia           | 1411  | Chen Qian · Kína                                                 | 1403  | Liang Wanxia · Kína                                                              | 1384  |
| Csapat      | Kína · Chen Qian · Liang Wanxia · Wang Wei | 4061  | Nagy-Britannia · Freyja Prentice · Samantha Murray · Kate French | 4046  | Fehéroroszország · Tatsiana Yelizarova · Anastasiya Prokopenko · Katsiaryna Arol | 4030  |
| Váltó       | Kína · Chen Qian · Liang Wanxia            | 1454  | Fehéroroszország · Anastasiya Prokopenko · Katsiaryna Arol       | 1441  | Olaszország · Camilla Lontano · Lavinia Bonessio                                 | 1424  |

### Vegyes
| Versenyszám | Arany                                               | Arany | Ezüst                                       | Ezüst | Bronz                                                | Bronz |
| ----------- | --------------------------------------------------- | ----- | ------------------------------------------- | ----- | ---------------------------------------------------- | ----- |
| Váltó       | Csehország · Justinas Kinderis · Laura Asadauskaitė |       | Nagy-Britannia · Joseph Evans · Kate French |       | Lengyelország · Szymon Staśkiewicz · Oktawia Nowacka |       |

## Éremtáblázat
|          | Nemzet             | Arany | Ezüst | Bronz | Összesen |
| 1.       | Kína               | 2     | 1     | 2     | 5        |
| 2.       | Egyesült Királyság | 1     | 2     | 0     | 3        |
| 3.       | Franciaország      | 1     | 1     | 0     | 2        |
| 4.       | Magyarország       | 1     | 0     | 0     | 1        |
| 4.       | Litvánia           | 1     | 0     | 0     | 1        |
| 4.       | Oroszország        | 1     | 0     | 0     | 1        |
| 7.       | Fehéroroszország   | 0     | 2     | 1     | 3        |
| 8.       | Egyiptom           | 0     | 1     | 0     | 1        |
| 9.       | Dél-Korea          | 0     | 0     | 1     | 1        |
| 9.       | Olaszország        | 0     | 0     | 1     | 1        |
| 9.       | Lengyelország      | 0     | 0     | 1     | 1        |
| 9.       | Csehország         | 0     | 0     | 1     | 1        |
| Összesen | Összesen           | 7     | 7     | 7     | 21       |